# Sztankay István-díj

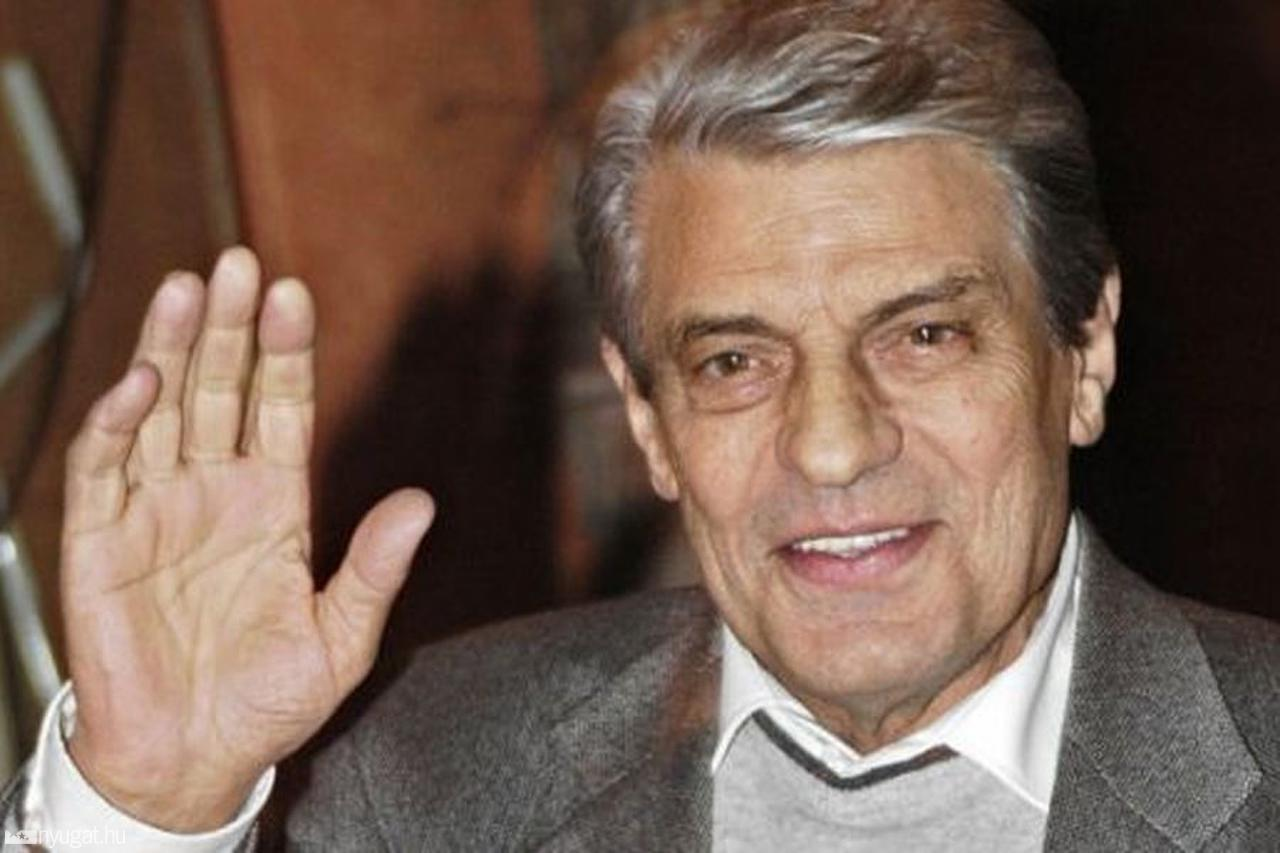
Sztankay István, a nemzet színésze

A Sztankay István-díjat a színész halála után alapította özvegye és a József Attila Színház igazgatója, Nemcsák Károly. Az elismerést a teátrum társulatának tagja kaphatja, az évad kiemelkedő teljesítményéért.

## Díjazottak
- 2015 – Zöld Csaba[1]
- 2016 – Kocsis Judit[2]
- 2017 – Létay Dóra[3]
- 2018 – Kovalik Ágnes[4]
- 2019 – Pikali Gerda[5]
- 2020 – Galambos Erzsi, Bodrogi Gyula[6]
- 2021 –
- 2022 – Fila Balázs[7]
- 2023 – Fekete Gábor[8]
- 2024 – Lábodi Ádám[9]
- 2025 – Molnár Zsuzsanna[10]